# Langur de Sumatra
El langur de Sumatra (Presbytis sumatrana) és una espècie de primat de la família dels cercopitècids. Anteriorment era considerat una subespècie del langur mitrat (P. melalophos), del qual fou separat basant-se en dades genètiques. Viu a l'oest i el centre-nord de l'illa de Sumatra (Indonèsia). Està amenaçat per la desforestació i la seva captura com a animal de companyia.